# Dries Corrijn
Dries Corrijn (Wetteren, 17 mei 1985) is een Belgische kajakker.

## Levensloop
Corrijn was actief bij de elites van 2011 tot 2017. Hij behaalde verschillende worldcup-medailles. Daarnaast werd hij in 2015, 2016 en 2017 Belgisch kampioen in het onderdeel marathon en in 2016 op de K1 5000m.
In 2016 won Corrijn de World Series marathonkajak, een wereldbekerklassement met 7 deelwedstrijden. Hij nam deel aan 6 van de 7 wedstrijden en behaalde hierbij 2 vierde plaatsen, 2 maal brons, 2 maal zilver en won zo het puntenklassement. Hij werd de eerste Belgische kajakker die deze World Series op zijn naam mocht schrijven.
Corrijn is aangesloten bij de Koninklijke Cano Club Gent. Bij deze club ging hij vervolgens aan de slag als coach. Na vier competitieloze seizoenen maakte hij in maart 2023 opnieuw zijn opwachting in de Internationale Kajakmarathon te Gent.

## Palmares

### World Series / World Cup
- 2015 Brandenburg World Cup: 3de
- 2016 Adige marathon Italië: 2de
- 2016 Liffey marathon Ierland: 2de
- 2016 Dalsland marathon Zweden[9]: 3de
- 2016 Crestuma marathon Portugal: 3de
- 2016 Waterland marathon Amsterdam: 4de
- 2017 Dalsland marathon Zweden[10]: 2de
- 2017 Adige marathon Italië[11]: 1ste

### Wereldkampioenschappen
- 2002 (junioren) Spanje: 7de
- 2013 Denemarken: 14de
- 2015 Hongarije: 11de, 14de in K2 met William Peters[12]
- 2016 Duitsland: 11de in K2 met Laurens Pannecoucke[13]

### Europese Kampioenschappen
- 2002 (junioren) Polen: 6de
- 2013 Portugal: 11de[14]
- 2014 Slovakije: 11de[15]
- 2015 Slovenië: 8ste in K1, 6de in K2 met William Peters[16]